# Нозология
Нозоло́гия (от др.-греч. νόσος — «болезнь» и λόγος — «слово, учение») — учение о болезнях, позволяющее решать основную задачу частной патологии и клинической медицины: познание структурно-функциональных взаимосвязей при патологии, биологические и медицинские основы болезней. Она включает в себя этиологию и патогенез. Нозология отвечает на вопросы, что такое болезнь и чем она отличается от здоровья, каковы причины и механизмы развития болезни, выздоровления и смерти.
Здоровье — состояние организма, при котором, прежде всего, отмечается соответствие структуры и функции, а также способность регуляторных систем поддерживать гомеостаз.
Болезнь — сложная, преимущественно приспособительная реакция организма в ответ на действие болезнетворного агента, возникающая в результате нарушения взаимодействия между организмом и средой и сопровождаемая снижением продуктивности и экономической ценности организма.
Нозологию составляют следующие учения и понятия:
- Этиология — учение о причинах и условиях возникновения болезней.
- Патогенез — учение о механизмах возникновения и развития болезней, выздоровления и умирания.
- Патоморфогенез — морфологические изменения, возникающие при развитии болезней.
- Патоморфоз — учение об изменчивости болезней под влиянием различных факторов.